# Frederik Sørensen
Frederik Hillesborg Sørensen (14 april 1992) is een Deens voetballer die bij voorkeur als centrale verdediger speelt. Hij verruilde 1. FC Köln begin 2021 voor Pescara. Sørensen debuteerde in 2017 in het Deens voetbalelftal.

## Clubcarrière
In de zomer van 2011 verliet Sørensen Lyngby BK voor Juventus, op dat moment regerend landskampioen van Italië. Hij maakte op 7 november 2010 zijn debuut in de Serie A, thuis tegen AC Cesena (3–1 overwinning). Hij speelde het volledige duel, met Leonardo Bonucci als collega in de centrale verdediging. In het seizoen 2010/11, het eerste seizoen van Sørensen in het betaald voetbal, speelde hij zeventien competitieduels en één duel in het bekertoernooi. Onder de nieuw trainer Antonio Conte kreeg hij in het volgende seizoen minder ruimte in het elftal van Juventus. De club besloot derhalve Sørensen uit te lenen aan Bologna FC om zo speelervaring op te doen. In januari 2012, tijdens de wintertransferperiode, vertrok hij definitief naar Bologna. Bij zijn debuut op 1 april 2012 tegen US Palermo maakte Sørensen het openingsdoelpunt in de 50ste minuut; Palermo boog vervolgens de score om en won met 1–3. In het seizoen 2012/13 was Sørensen een basisspeler bij Boogna, met 25 gespeelde competitiewedstrijden. In de volgende jaargang kwam hij minder in actie – vijftien maal speelde hij een wedstrijd, zestien competitieduels zag hij toe vanaf de reservebank. In augustus 2014 tekende Sørensen een contract bij Hellas Verona  voor één seizoen op huurbasis, met optie tot koop. Bij Hellas speelde hij tien wedstrijden in het seizoen 2014/15. Na afloop van zijn seizoen in Verona verliet Sørensen de Italiaanse competitie. Op 11 juli 2015 tekende hij een contract voor in eerste instantie vier seizoenen bij 1. FC Köln, waarmee hij in de Bundesliga ging spelen. Sørensen kreeg het rugnummer 4 toegewezen.

## Interlandcarrière
Sørensen nam met Denemarken –21 deel aan het Europees kampioenschap in 2011 in eigen land, waar de ploeg van bondscoach Keld Bordinggaard werd uitgeschakeld in de eerste ronde. Sørensen kwam op het toernooi zelf niet in actie. Onder leiding van de Noorse bondscoach Åge Hareide maakte hij zijn debuut voor de Deense nationale A-ploeg op 6 juni 2017 in de vriendschappelijke wedstrijd tegen wereldkampioen Duitsland (1–1), net als Lukas Lerager (SV Zulte Waregem). Sørensen viel in dat duel na 65 minuten in voor Riza Durmisi.